# Christina Lindvall-Nordin
Christina Lindvall-Nordin, född 1940 i Lund, är en svensk författare och frilansjournalist. Hon har varit verksam som frilansjournalist vid bland andra Hemslöjden, Vävmagasinet, Skånska Dagbladet, Laholms Tidning, Helsingborgs Dagblad/NST och Antik & Auktion.
Hon har tidigare varit bosatt i Höör och Laholm, men bor sedan 2003 i Ballinge, Våxtorps distrikt. Hon utbildade sig i kosmetologi 1960-1962 i Florens och tog därefter en fil kand i konsthistoria, etnologi och nordisk fornkunskap vid Lunds universitet. År 1971 tog hon en fil.lic.-examen i konsthistoria med en avhandling om sminkning i Sverige.
Lindvall-Nordin var intendent vid Kulturen i Lund 1967–1984 och kommunantikvarie och museichef i Ängelholm 1988–2000 samt chef för Keramikmuseet i Laholm 1993–2003.